# 보이니치 필사본

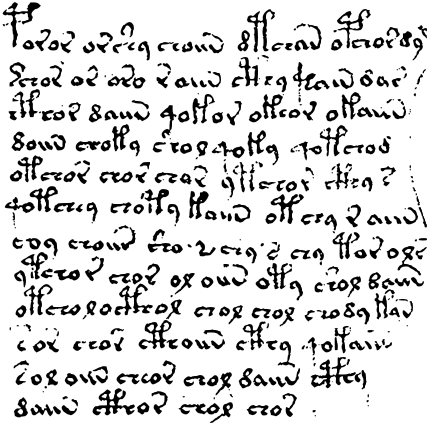
보이니치 필사본은 알려지지 않은 문자로 쓰였다.

보이니치 필사본(Voynich manuscript)은 15세기에 쓰인 것으로 추정되는 책으로, 여러 그림을 포함하고 있으며 알려지지 않은 문자와 언어로 쓰여 있다. 책의 이름은 책을 1912년에 입수한 폴란드계 미국인 서적상 윌프레드 M. 보이니치(Wilfrid M. Voynich)의 이름에서 유래했다.
문서가 발견된 이래로 많은 전문 및 비전문 암호학자들이 이 문서를 연구하고 번역해 내려 했으나 한 단어를 해석하는 것조차 모두 실패하였다. 이 때문에 보이니치 문서는 암호학 역사의 성배로 불리기도 하지만, 이 책이 정교하게 만들어진 가짜, 즉 임의의 문자로 된 의미 없는 내용일 가능성도 있다.

## 내용
이 문서는 총 16첩 272쪽으로 되어 있으며, 한 첩에는 각각 16쪽이 들어 있다. 그 중 현재 240여쪽만이 남아 있으며, 나중에 쓰인 것으로 보이는 페이지 번호들 사이의 간격으로 보아 보이니치가 책을 입수할 당시에 이미 몇몇 페이지가 사라진 것을 알 수 있다. 글과 그림의 외곽선은 깃펜으로 쓰였으며, 그림에는 색칠이 입혀져 있다.
삽화를 통해 문서의 실제 내용을 파악하는 건 매우 힘들지만, 삽화의 차이로 책이 서로 다른 주제를 다루는 여섯 가지 "부분"으로 나뉜다고 추측할 수 있다. 글만으로 이루어진 마지막 부분을 제외하고 거의 모든 페이지에 적어도 하나 이상의 삽화가 있다. 다음은 이 부분들과 일반적으로 사용되는 이름들이다:

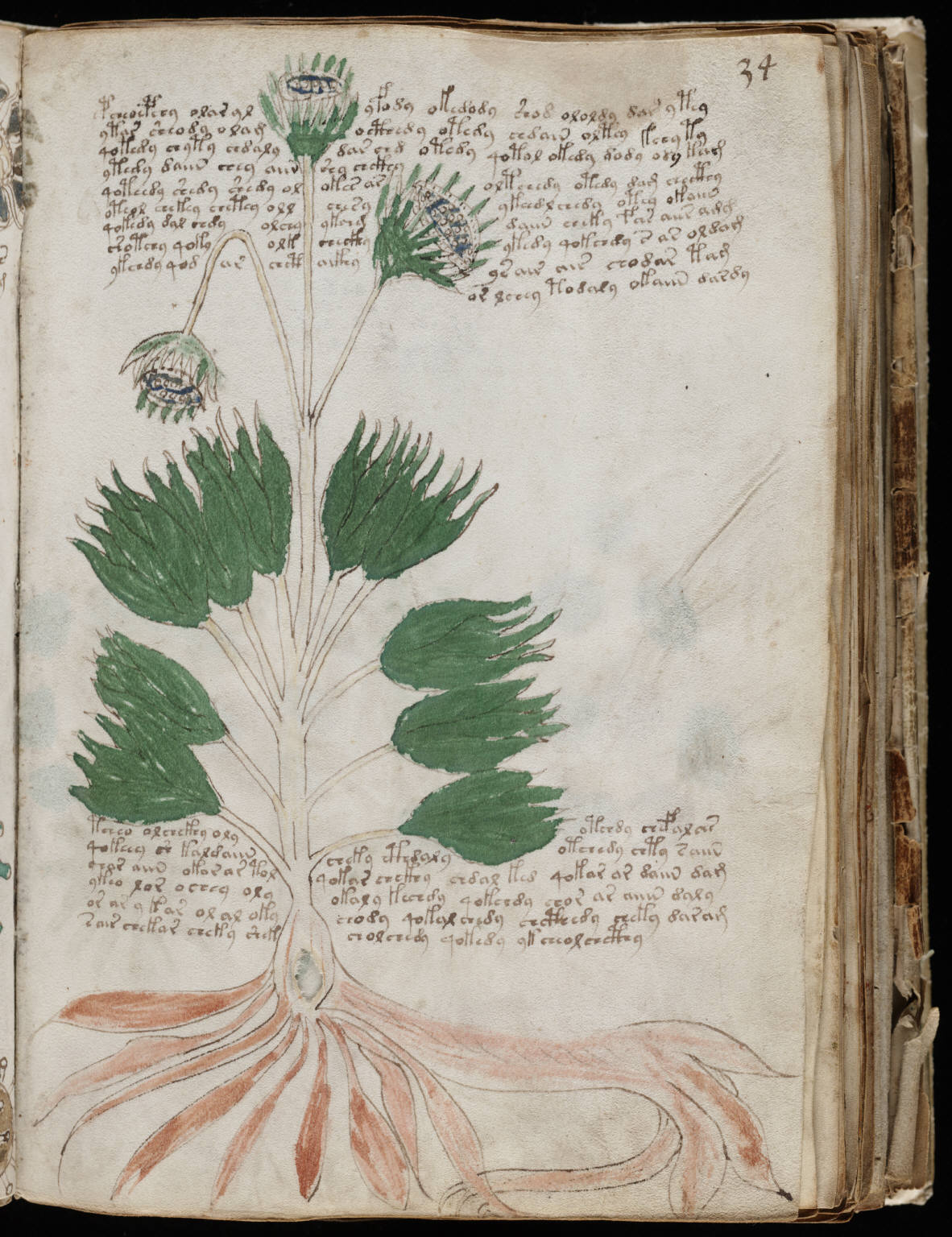
보이니치 문서의 ‘약초학’ 부분. 약초 삽화가 들어 있다.

- 약초학(Herbal): 각 쪽마다 약초 삽화 하나(종종 둘)와 문장 몇 개가 들어 있다. 이 형식은 중세 유럽 약초학 서적의 일반적인 형식을 따르고 있다.
- 천문학(Astronomical): 원형 도식과 함께 종종 태양, 달, 별이 들어 있어서 천문학이나 점성학에 관련된 것으로 추정된다. 몇몇 페이지들은 접혀져 있고 펼칠 수 있게 되어 있다.
- 생물학(Biological): 한 쪽에 꽉 찬 글 사이에 큰 그림이 들어 가 있다. 대부분의 그림은 나체의 여자들이 파이프들로 연결된 욕조에서 목욕하는 모습이며, 그 중 몇몇은 인체 기관과 흡사하다. 몇몇 여자들은 관을 쓰고 있다.
- 우주론(Cosmological): 원형 도식이 들어 있지만 정확한 의미를 알기 힘들다. 그 중 여섯 페이지는 연결되어 접혀져 있으며, "둑"으로 연결된 아홉 개의 "섬"과, 성, 그리고 어쩌면 화산이 그려져 있다.
- 약학(Pharmaceutical): 약초의 부분(뿌리, 잎 등)에 꼬리표가 붙은 그림이 많이 있다. 가장자리에는 약제용 그릇을 닮은 모양이 그려져 있고, 글이 여기 저기에 쓰여 있다.
- 처방전(Recipes): 짧은 문장들이 많고 각각은 꽃이나 별과 비슷하게 생긴 "표식"으로 표시되어 있다.

보이니치 문서의 ‘생물학’ 부분. 글이 꽉 차 있으며 중간의 그림은 나체의 여자들이 목욕하는 모습으로 보인다.

글은 왼쪽에서 오른쪽으로 쓰여 있다. 긴 부분은 문단으로 나뉘어 있고, 종종 문단이 시작되는 왼쪽에 일종의 표식이 붙어 있기도 하다. 별도의 문장 부호는 보이지 않는다. 필체는 부드러우며, 글을 쓴 사람이 글을 쓰면서 그 글을 이해한 것처럼 보인다.
전체 문서는 17만여개의 문자들로 이루어져 있고, 각각의 문자들은 약간의 간격을 두고 구별된다. 대부분의 문자는 한 획이나 두 획으로 쓸 수 있다. 사용된 문자를 어떻게 분류하느냐에 대해서는 이견이 있지만, 한 두 번 정도 나타나는 특이한 문자를 빼고는 대략 20종류에서 30종류의 문자만으로 모든 내용을 쓸 수 있다.
이 문자들은 좀 더 넓은 간격으로 3만 5천여개 정도의 단어로 구분된다. 단어들은 일정한 음성학적 법칙이 철자법을 따르는 것으로 보인다. 예를 들어서 특정한 문자는 각각의 단어에 항상 나타나야 하며 (마치 모음처럼), 어떤 문자는 다른 문자 뒤에 절대로 오지 않고, 어떤 문자는 반복해서 쓸 수 있지만 어떤 문자는 아니다.
통계적인 분석으로 보이니치 문서가 자연어와 비슷한 경향을 띤다는 것을 알 수 있다. 예를 들어서, 단어의 분포는 지프의 법칙을 따르고, 단어의 정보 엔트로피(단어 하나에 약 10비트)는 영어나 라틴어와 비슷하다. 몇몇 단어는 한 부분이나 몇몇 쪽에서만 나타나며, 다른 단어들은 문서 전체에 폭넓게 나타난다. 그림에 붙어 있는 수 천개의 꼬리표들은 거의 겹치지 않는다. ‘약초학’ 부분에서는 각 쪽의 첫 단어가 그 쪽에서만 나타나며, 따라서 해당 약초의 이름일 가능성이 높다.
한편으로는 보이니치 문서의 "언어"는 유럽 언어들과 여러 면에서 다르다. 예를 들어서, 현실적으로 열 글자를 넘는 단어는 없으며, 문서에는 한 글자나 두 글자로 된 단어가 거의 나타나지 않는다. 단어 안에서의 문자들의 분포도 특이한데, 어떤 문자는 단어 맨 앞에만 나타나고, 어떤 문자는 맨 뒤에, 어떤 문자는 항상 중간에 나타난다. 이러한 특성은 아랍 문자에서 나타나지만 로마자, 그리스 문자, 키릴 문자에서는 나타나지 않는 것이다. 또한 일반적인 유럽 언어들에 비해서 반복이 많이 나타나는데, 예를 들어 한 줄에 잘 사용되는 단어가 세 번 연속해서 나타나기도 한다. 한 글자만 다른 거의 비슷한 단어도 많이 반복되는 편이다. 사실 통계적으로 문서에 사용된 ‘어휘들’은 일반적인 경우보다 적은 편이다.

## 역사

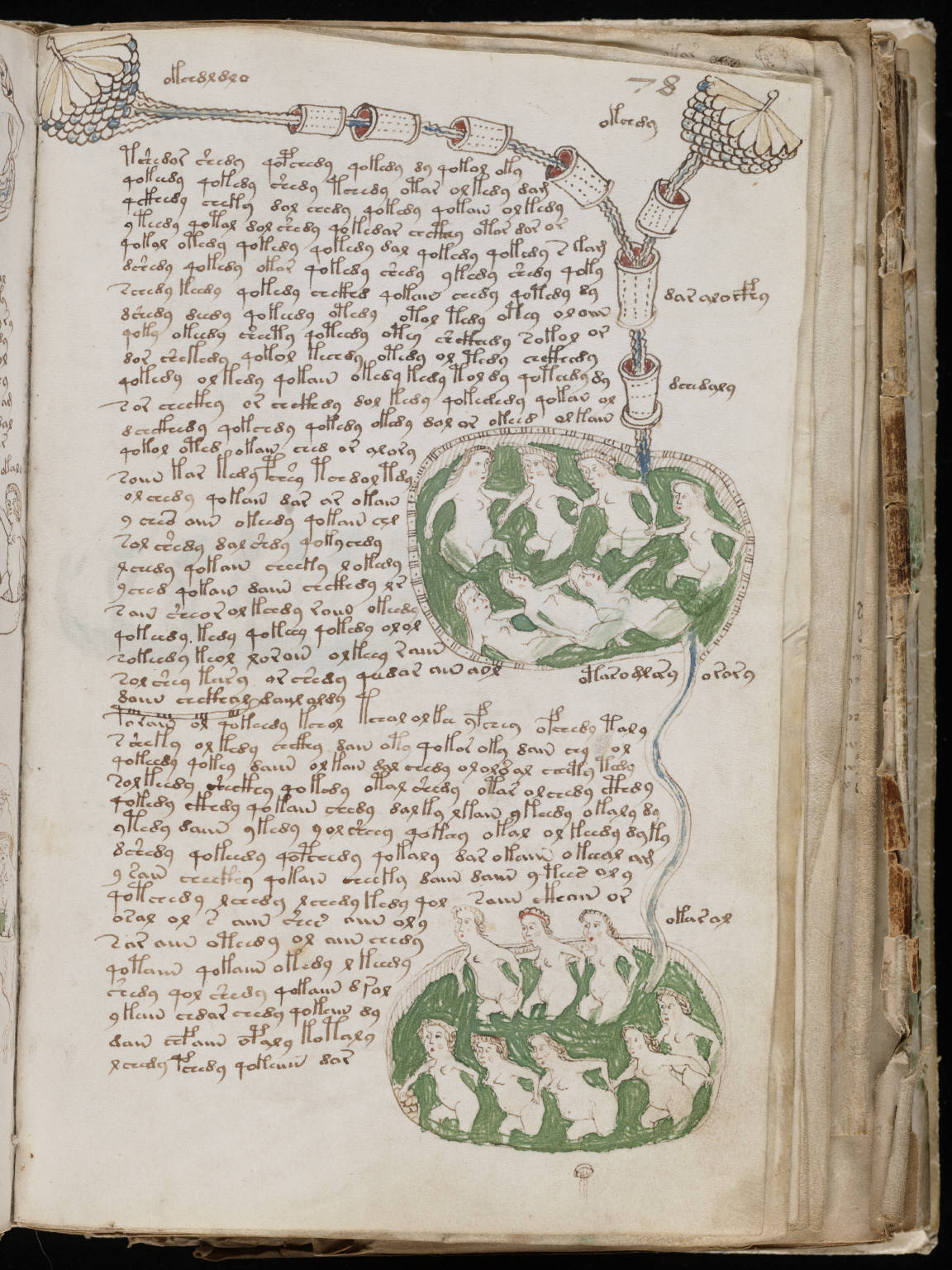
보이니치 문서의 ‘생물학’ 부분. 파이프들이 연결되어 있는 모습이다.

문서에 사용된 문자가 지금까지 알려진 어떤 문자와도 유사하지 않고, 문서의 내용도 해석되지 않았기 때문에, 책이 쓰인 시대와 그 유래에 대한 유일한 단서는 삽화, 특히 사람 그림의 복장 및 머리 모양과 도식에 나타나는 성(城)들 뿐이다. 이 삽화들은 모두 유럽식이며, 이를 바탕으로 대부분의 전문가들은 책이 15세기 초반에 쓰였다고 보고 있다. 이 추측은 다른 증거들과 산성 측정에 따른 연대와 일치한다. 2009년에 조사한 것에 의하면 이책이 쓰여진 시기는 1404년에서 1438년 사이라고 한다.
현재 알려진 보이니치 사본의 최초 소유자는 17세기 초에 프라하에 살던 연금술사 게오르그 바레흐(Georg Baresch)이다. 바레흐는 이 ‘스핑크스’가 오랫동안 자기 서재를 ‘쓸데없이 차지하고 있었다’에 대해 당황했다. 그는 당시 콥트어 사전을 출판하고 이집트 상형 문자를 해독해 낸 아타나시우스 키르허(Athanasius Kircher)에게 단서를 요청하면서 사본 일부를 보냈다. 그가 1639년에 키르허에게 보낸 편지는 보이니치 사본을 언급하는 최초의 기록이다. 키르허가 이 편지에 답변을 했는지는 알려져 있지 않지만, 확실히 그는 흥미를 보여 책을 입수하려 했으며 바레흐는 그것을 거절했다.
바레흐가 죽은 뒤에 문서는 그의 친구 장 마렉 마르치(Jan Marek Marci)에게 넘어 갔고, 마르치는 즉시 자신의 오랜 친구였던 키르허에게 책을 보내 주었다. 마르치가 1666년에 보낸 편지는 아직도 책에 첨부되어 있다. 이 편지에 따르면 문서가 1600년에 신성 로마 제국의 황제였던 루돌프 2세에게 600두카트에 팔렸던 적이 있으며, 황제는 이 책이 로져 베이컨(Roger Bacon)의 저작으로 믿고 있었다.
그 뒤 200년 동안 책에 대한 기록은 없지만, 아마 키르허의 편지들과 함께 콜레리오 로마노의 개인 도서관에 보관되었을 것으로 보인다. 후에 이 개인 도서관은 예수회가 1866년에 사들인 프라스카티(Frascati) 궁전으로 옮겨 갔다. 1870년 비토리오 에마누엘레 2세의 군대가 교황령을 점령한 뒤에 이탈리아 정부는 콜레리오 로마노의 도서관을 포함한 교회의 재산을 압수하기로 했다. 압수 직전에 도서관에 있던 많은 책들은 압수를 피해 교직원들의 개인 도서관들로 서둘러 이동되었고, 그 가운데 있던 키르허의 편지들과 함께 보이니치 문서도 함께 이동되었다.
1912년에 재정난을 겪게 된 콜레리오 로먀노는 조심스럽게 소장 도서의 일부를 매각했다. 윌프레드 보이니치는 그 중 30권의 사본을 구입했고, 그 중 한 권이 바로 보이니치 문서였다. 1930년에 보이니치가 죽은 뒤 사본은 그의 미망인 에델 릴리안 보이니치(Ethel Lilian Voynich)에게 넘겨졌으며, 그녀가 1960년에 죽은 뒤 사본은 그녀의 가까운 친구 안네 닐(Anne Nill)에게 전해졌다. 1961년에 안네 닐은 이 책을 다른 고대 서적 수집가 한스 크라우스(Hans P. Kraus)에게 팔았고, 판매자를 찾지 못하자 그는 1969년에 예일 대학에 이 사본을 기부했다. 2005년 현재 이 사본은 예일 대학의 바이네케 도서관에 소장되어 있다.

## 같이 보기
- 로혼치의 서